# Jiří Hájek
Jiří Hájek (phát âm tiếng Séc: [ˈjɪr̝iː ˈɦaːjɛk], sinh ngày 6.7.1913 tại Krhanice gần Benešov - từ trần ngày 22.10.1993 tại Praha) là chính trị gia và nhà ngoại giao Tiệp Khắc. Cùng với Václav Havel, Zdeněk Mlynář, và Pavel Kohout, Hájek là một trong những người thành lập và là kiến trúc sư của Hiến chương 77.

## Sự nghiệp chính trị
Hájek học luật học và hành nghề luật sư. Ngay từ khi còn trẻ, ông đã gia nhập Đảng Dân chủ Xã hội Tiệp Khắc. Trong Chiến tranh thế giới thứ hai Hájek bị cầm tù (1939 - 1945). Sau chiến tranh, ông được bầu vào nghị viện đại diện cho đảng Dân chủ Xã hội Tiệp Khắc (1945 - 1948) và dường như ông cũng là đảng viên bí mật của Đảng Cộng sản Tiệp Khắc (bí danh E-22). Từ năm 1948 - 1969 ông là ủy viên Ủy ban trung ương đảng Cộng sản Tiệp Khắc. Từ năm 1950 - 1953 ông là hiệu trưởng trường Đại học Kinh tế Praha.

## Ngoại giao
Từ năm 1955 Hájek làm công tác ngoại giao: từ năm 1955 - 1958 làm đại sứ ở Anh; từ năm 1958 - 1962 làm thứ trưởng ngoại giao; từ năm 1962 - 1965 ông làm đại diện Tiệp Khắc tại Liên Hợp Quốc. Từ năm 1965 - 1968 ông làm bộ trưởng bộ giáo dục. Từ tháng 4 tới tháng 9 năm 1968, ông làm bộ trưởng bộ ngoai giao trong chính phủ của Alexander Dubček. Sau khi quân đội Liên Xô nắm quyền kiểm soát Tiệp Khắc (21.8.1968) ông phản đối việc này trong một bài diễn văn đọc ở Liên Hợp Quốc (trong đó ông dùng từ chiếm đóng) - điều này khiến ông bị sa thải khỏi cơ quan cấp cao và thậm chí đuổi khỏi đảng Cộng sản (1970).

## Hiến chương 77
Tới năm 1973 Hájek làm việc ở Viện Lịch sử của Viện Hàn lâm Khoa học Tiệp Khắc.
Cùng với Václav Havel, Zdeněk Mlynář, và Pavel Kohout, Hájek là người đồng sáng lập ra Hiến chương 77.
Jiří Hájek nổi lên như một trong ba người phát ngôn hàng đầu của Hiến chương 77, do đó trở thành mục tiêu cho các cuộc thẩm vấn của cảnh sát cùng các cuộc đe dọa. Ông là người kiên quyết bảo vệ Hiến chương này, trong đó nói lên những nguyên tắc về nhân quyền phổ biến.
Sau cuộc Cách mạng Nhung (1989) Hájek làm cố vấn cho Alexander Dubček (1990 - 1992) nhưng không tạo được ảnh hưởng chính trị đáng kể.
Ông qua đời ngày 22 tháng 10 năm 1993.

## Giải thưởng
Năm 1987, Hájek được trao Giải tưởng niệm Thorolf Rafto.